# Al-Markhiya Sports Club
Al-Markhiya Sports Club (Árabe: المرخية) é uma agremiação esportiva do Qatar, fundada em 1995. 

## História
O clube atua na segunda divisão nacional. Foi considerado o clube de crescimento mais rápido do país, por ter conseguido ganhar a segunda divisão nacional 4 vezes nas primeiras 5 disputadas. Entrou para a história por ser o primeiro clube da segunda divisão a ingressar na Q-League. O clube foi fundado em 1995, como Al-Ittifaq, mas foi renomeado para Al-Markhiya, em 2004, para melhor representar o distrito no qual fica localizado.